# Cantone di Barneville-Carteret
Il Cantone di Barneville-Carteret era una divisione amministrativa dell'arrondissement di Cherbourg.
È stato soppresso a seguito della riforma complessiva dei cantoni del 2014, che è entrata in vigore con le elezioni dipartimentali del 2015.
Comprendeva i comuni di:
- Barneville-Carteret
- Baubigny
- Fierville-les-Mines
- La Haye-d'Ectot
- Le Mesnil
- Les Moitiers-d'Allonne
- Portbail
- Saint-Georges-de-la-Rivière
- Saint-Jean-de-la-Rivière
- Saint-Lô-d'Ourville
- Saint-Maurice-en-Cotentin
- Saint-Pierre-d'Arthéglise
- Sénoville
- Sortosville-en-Beaumont